# Sibynomorphus oneilli
Sibynomorphus oneilli là một loài rắn trong họ Rắn nước. Loài này được Rossman & Thomas mô tả khoa học đầu tiên năm 1979.